# The Web of Fear
The Web of Fear (La red del miedo) es el quinto serial de la quinta temporada de la serie británica de ciencia ficción Doctor Who, emitida originalmente en seis episodios semanales del 3 de febrero al 9 de marzo de 1968. Este serial, que marca el regreso del yeti, la Gran Inteligencia y el Profesor Edward Travers, es la secuela de The Abominable Snowmen. Marca la primera aparición del Coronel Alistair Lethbridge-Stewart, después conocido como el Brigadier, y es un precursor de los numerosos seriales posteriores con la organización UNIT.

## Argumento
El profesor Travers, de la expedición tibetana de The Abominable Snowmen, intenta que el dueño de un museo le devuelva el Yeti robótico que Travers le vendió 30 años antes, diciendo que el Yeti es peligroso. Travers dice que ha reactivado la esfera de control del yeti, y ahora ha desaparecido. Silvestein, el dueño, echa a Travers, y su hija Anne se lo lleva a casa. La esfera de control atraviesa una ventana y activa al Yeti, que ataca a Silverstein.
Jamie, el Segundo Doctor y Victoria aterrizan con dificultades y con la TARDIS medio congelada del espacio, y rodeada por lo que parece una red en el metro de Londres. La estación está abandonada y es pleno día en el exterior. Jamie descubre a un viejo sentado a la puerta, pero descubren que está muerto y cubierto de telarañas. Un póster de un vendedor de periódicos dice "¡LONDINENSES, CORRED! LA AMENAZA SE EXTIENDE."
Tropas armadas se llevan al profesor Travers a un búnker de la Segunda Guerra Mundial junto a la estación de Godge Street. Está allí a petición de su hija, y empieza enojando a Harold Chorley, el único periodista al que se le ha permitido quedarse allí durante el problema, del que se habla constantemente. El comandante de la fortaleza, el capitán Knight, desaprueba la presencia de Travers, creyendo que esto es un asunto militar.
Bajo tierra, el trío ve a tres soldados desenrrollando un rollo de cable por el túnel. El Doctor le dice a Jamie y Victoria que hay que seguriles, mientras busca el origen del cable. Sin embargo, Jamie y Victoria son descubiertos y capturados. El Doctor sigue el cable hasta la estación de Charing Cross. Se esconde cuando oye a un par de Yetis que se acercan. Usando un misterioso dispositivo, los robots cubren unas cajas con una sustancia espesa como tela de araña. Mientras, llevan a Jamie y Victoria a la fortaleza de Godge Street. Les dicen que están a punto de volar el túnel. Ellos dicen, demasiado tarde, que el Doctor aún está en el túnel. Después de que los Yetis se vayan de la plataforma, el Doctor va a las cajas para examinarlas y al producirse la explosión le sirven para protegerse de la onda expansiva.
Los soldados pronto averiguan que la explosión en el túnel no ha funcionado de la forma habitual. Jamie y Victoria saben de los Yetis y contactan con Travers. Él está lleno de alegría de volver a ver a sus viejos amigos del Tíbet, pero se pregunta por qué no han envejecido en 30 años como él. Knight, el cabo Lane y algunos otros soldados encuentran que los miembros de una reserva de munición en una carretilla en la estación de Holborn han sido asesinados, y así salen a recuperar las municiones para volar el túnel.
Travers insiste en que hay que encontrar al Doctor, y Jamie se va con el sargento Arnold para ver si pueden encontrarle. Pronto se encuentran con Knight y Lane, que han sido atacados por los Yetis. Cuando intentan detonar unos explosivos contra ellos, estos no estallan correctamente, y la red creada por las pistolas de los Yetis amortigua la onda expansiva. Los Yetis se retiran, dejando escapar a los soldados y a Jamie. En otra parte del metro, hay una red de hongos venenoso extendiéndose por los túneles, que parece estar engullendo la línea circular completa, atrapando el centro de Londres.
De vuelta a la base, Victoria ha escuchado a Anne Travers especulando que ella y el Doctor pueden estar detrás de la emergencia Yeti, y así sale por su cuenta a los túneles a buscar al Doctor. Mientras busca, no sabe que un soldado solitario la está siguiendo los pasos. En otra parte de los túneles, encuentran al soldado raso Evans, al parecer el único superviviente en el ataque de Holborn. Explica que están creciendo los hongos, estimulados por una pirámide de vidrio, que Jamie recuerda era crucial para el desarrollo de la Gran Inteligencia en el Tíbet. Evans accede a acompañar a Jamie de vuelta a los túneles, y solo es cuestión de tiempo antes de que se vean por la red expansiva de hongos. Incitado por Jamie, Evans destruye una pirámide de esferas que lleva uno de los Yetis y esto les permite escapar. Mientras tanto, Victoria se reúne con el Doctor, pero este está en compañía de un misterioso coronel (el que había seguido a Victoria) que les lleva de vuelta al cuartel general.
El profesor Travers se alegra de volver a ver al Doctor, y juntos comienzan a examinar las esferas de control de los Yetis. El Doctor está seguro de que la Gran Inteligencia está intentando conquistar la Tierra una vez más, y también de que le ha traído allí por algún motivo. Travers está convencido de que ha traído de vuelta a la Tierra a la Inteligencia por sus experimentos en una de las esferas y su éxito en activarla. El misterioso coronel se presenta como el coronel Lethbridge-Stewart, que también estaba en la reserva de munición de Holborn. Está allí para tomar el mando del cuartel general tras la muerte del anterior comandante, el coronel Pemberton. En pocas palabras, les informa a los viajeros del tiempo de que la razón de la evacuación de Londres es porque hay una niebla en la superficie que sigue el camino del hongo bajo tierra. Si alguien entra en la Tierra, nunca más vuelve a salir.
El personal en la base está cada vez más nervioso al verse más atrapados. El hongo continúa extendiéndose. El Doctor sugiere volar el túnel, y así sellarles a ellos mismos del hongo expansivo. Sin embargo, el enemigo está dentro: alguien abre las puertas de la base y coloca una baliza para los Yetis en el almacén de explosivos. Pronto un Yeti avanza y coloca un montón de hongos palpitantes dentro. Puede ser contenido cerrando las puertas, pero ha consumido todos los explosivos, y así ha frustrado los planes de detonación del Doctor. El coronel decide recuperar algo de la munición de Holborn.
Chorley es el principal sospechoso. Victoria accidentalmente le habla de la TARDIS, y él se lanza a la estación de Covent Garden para intentar hacerse con ella. Jamie y Evans regresan a la base, y van a encontrarse con el Doctor y Victoria. Mientras, un Yeti ataca la base y mata a los guardias y al trabajador Weams. El yeti deja inconsciente a Travers y se lo lleva. Cuando alcanzan Covent Garden, el grupo del Doctor descubren que está cubierto de hongos. Los soldados tampoco pueden alcanzar Holborn porque también está bloqueado por el hongo, que sigue cerrándose continuamente en Goodge Street.
El Doctor recoge algo de la red fúngica para experimentar con ella. Encuentran a Anne inconsciente y Travers desaparecido. El coronel Lethbridge-Stewart y el capitán Knight son informados sobre la Inteligencia y la TARDIS por el Doctor. El coronel decide que mientras Arnold, Lane y Evans consiguen un trolebús de mercancías, al mismo tiempo él se llevar a todos los hombres que queden en la base salvo Knight a la superficie para ir a Covent Garden y recuperar la TARDIS, para que todo el mundo pueda escapar. Cuando todos se han ido, el Doctor descubre que la muestra de red ha desaparecido.
En los hongos, Arnold y Lane decide ponerse máscaras de gas y atravesar el hongo en el trolebús para llegar a Covent Garden, pero cuando entran en el hongo Evans oye gritos desgarradores. Tira del trolebús con una cuerda y encuentra a Lane muerto y a Arnold desaparecido. En la superficie, hay Yetis esperando a los soldados en Covent Garden. Los soldados se refugian en el patio de un edificio cercano y cierran la puerta, pero los Yetis encuentran otra entrada. Los hombres abren fuego, pero las balas no tienen efecto en los Yetis, que aplastan la puerta también. Las tropas se retiran y los Yetis matan a dos hombres con su fuerza bruta. Otros cuatro mueren con las pistolas de red de los Yetis, y el coronel ordena la retirada a un almacén cercano.
El Doctor necesita componentes eléctricos, así que Knight le lleva a una tienda de electrónica en la superficie. En la tienda, Knight es asesinado por un Yeti, quedándose el Doctor solo. Descubre un modelo de Yeti en el bolsillo de Knight que les llevó a la tienda. Mientras, el cabo Blake y los demás soldados mueren en el almacén. El coronel vuelve solo al cuartel general, donde encuentra en su bolsillo un modelo antes de que los Yetis lleven de vuelta al cuartel al Profesor Travers, que está poseído por la Gran Inteligencia.
Travers está siendo utilizado como canal para la voz de la Gran Inteligencia, que ahora controla su cuerpo. La Gran Inteligencia explica que ha traído al Doctor allí para absorber su mente. A menos que se rinda a la Inteligencia, la entidad absorberá las mentes de Jamie y Victoria. Travers y el Yeti se llevan a Victoria como rehén y le dan al Doctor veinte minutos para decidir su futuro. Decide rendirse si no encuentra otra solución, y se concentra una vez más en la caja de control, logrando reanimar un control roto de la esfera. Anne y él logran que el control dirija la esfera siempre que estén muy cerca. El Doctor entonces desarrolla un sistema de control de voz para la esfera.
Se llevan a Victoria a la estación de Piccadilly Circus, donde la Inteligencia abandona su control sobre Travers. Allí se les une el sargento Arnold, que aparece desaliñado y sangrando, tras haber sobrevivido de alguna forma a la red. Se esconde del Yeti y accede a ir al cuartel general para decir lo que está pasando. Arnold pronto se encuentra con el coronel y Jamie, que están buscando por los túneles. Los tres acuerdan volver al cuartel para apoyar al Doctor, pero éste y Anne han salido para seguir y capturar a un Yeti. Logran dominarle y sustituir su esfera de control.
Mientras, en el cuartel general las cosas tornan a peor cuando la red de hongos se abre camino por las paredes. Mientras, el Doctor y Anne liberan al Yeti sirviente, sabiendo que podrán controlarle más tarde si fuera necesario, y van a reunirse con Jamie y el coronel, que les llevan a gran velocidad. Poco más tarde, encuentran a Arnold, que les dice que el cuartel general ha sido destruido y que Evans ha desertado. Se escapa otra vez mientras los otros son capturados por los Yetis y enviados a Piccadilly. En la sala central de tickets de la estación de Piccadilly, hay una enorme pirámide de vidrio que está allí para manifestar a los Yetis. Todos se reúnen en Piccadilly, y poco después les traen a Evans. Descubren que el agente humano de la Gran Inteligencia era el sargento Arnold, que había muerto y su cuerpo había sido reanimado por la Inteligencia.
El Doctor es enviado al interior de la pirámide de vidrio, y están a punto de absorberle la mente cuando Jamie revela al Yeti aliado y le usan en el asalto. La pirámide es destruida en la pelea, detonando todas las esferas de control de los Yetis, y el cuerpo de Arnold cae muerto. Todos están contentos salvo el Doctor. Les explica que había saboteado el dispositivo de conversión y que él mismo hubiera absorbido a la Inteligencia si hubiera usado el dispositivo, pero ahora la Inteligencia está libre una vez más. El Doctor, Jamie y Victoria se marchan y vuelven a la TARDIS.

### Continuidad
- En esta historia hace su primera aparición el Brigadier Lethbridge-Stewart, con el rango de coronel. Su siguiente aparición es en The Invasion, y desde ese serial servirá como la figura central de la organización UNIT.
- El diseño del Yeti era significativamente diferente al de la anterior historia, The Abominable Snowmen. En el primer episodio, aparece dormido un Yeti "Modelo I", con la apariencia de la historia anterior, y al reactivarse se transforma. El Doctor describe a los siguientes Yetis como "Modelo II".
- El Séptimo Doctor refiere esta aventura en Remembrance of the Daleks, preguntando a Ace si recuerda a "los Yetis en el metro".
- En el episodio 10 de The War Games en la siguiente temporada se incluyó un breve fragmento de la TARDIS suspendida en el espacio del episodio uno de este serial.[1]
- El Brigadier Lethbridge-Stewart menciona al Yeti en la historia del décimo aniversario, The Three Doctors, y una vez más en la del vigésimo aniversario, The Five Doctors.

## Producción
| Episodio          | Fecha de emisión      | Duración | Espectadores en millones | Estado en el archivo              |
| ----------------- | --------------------- | -------- | ------------------------ | --------------------------------- |
| Episodio 1        | 3 de febrero de 1968  | 24:53    | 7,2                      | Película de 16mm                  |
| Episodio 2        | 10 de febrero de 1968 | 24:38    | 6,8                      | Película de 16mm                  |
| Episodio 3        | 17 de febrero de 1968 | 24:34    | 7,0                      | Solo quedan fotogramas y el audio |
| Episodio 4        | 24 de febrero de 1968 | 24:50    | 8,4                      | Película de 16mm                  |
| Episodio 5        | 2 de marzo de 1968    | 24:19    | 8,0                      | Película de 16mm                  |
| Episodio 6        | 9 de marzo de 1968    | 24:41    | 8,3                      | Película de 16mm                  |
| [ 2 ] [ 3 ] [ 4 ] |                       |          |                          |                                   |

- Patrick Troughton se tomó una semana de vacaciones durante los ensayos y grabación del episodio 2. De esta forma, el Doctor solo aparece en la repetición del episodio 1, y el primer encuentro del Doctor y Lethbridge-Stewart sucede fuera de pantalla.
- Los escenarios del metro estaban tan fidedignamente recreados que la BBC fue acusada de filmar ilegalmente en las propiedades del metro de Londres.[5]
- Varios elementos de atrezzo del anterior serial de los Yeti se reutilizaron aquí, incluyendo las esferas de control y un modelo de Yeti.